# Radzionków (stacja kolejowa)
Radzionków – stacja kolejowa w Radzionkowie, w województwie śląskim, w Polsce. W latach 1975–1998 stacja nazywała się Bytom Radzionków.

## Historia
W grudniu 2020 PKP Polskie Linie Kolejowe podpisały umowę na opracowanie dokumentacji oraz przebudowę linii kolejowej nr 131 na odcinku Chorzów Batory – Nakło Śląskie obejmującą przebudowę stacji Radzionków. W marcu 2022 rozpoczęły się właściwie prace budowlane, co poskutkowało zamknięciem linii nr 131 na odcinku Chorzów Batory – Tarnowskie Góry, w tym stacji Radzionków. 15 grudnia 2024 ruch pasażerki na tym odcinku linii nr 131 został przywrócony.

## Ruch pasażerski
| Rok  | Wymiana pasażerska na dobę |
| ---- | -------------------------- |
| 2017 | 20-49                      |
| 2022 | 0-9                        |

W budynkach stacji funkcjonuje obecnie Centrum Dokumentacji Deportacji Górnoślązaków do ZSRR w 1945 roku, które pełni różne funkcje w obszarze edukacji i kultury. 